# Лоуч, Кен
Кеннет Чарльз (Кен) Ло́уч (англ. Kenneth Charles Loach; род. 17 июня 1936 года) — британский кинорежиссёр, классик европейского остросоциального кино. Фильмы Лоуча дважды были удостоены «Золотой пальмовой ветви» Каннского кинофестиваля — «Ветер, который качает вереск» (2006) и «Я, Дэниел Блейк» (2016).

## Биография
Кеннет Лоуч родился 17 июня 1936 года в городе Нанитон, Великобритания, в семье шахтёра. Во время обучения в колледже Св. Петра в Оксфорде записался в клуб экспериментального театра. С 1961 года снимал для Би-би-си документальный телесериал о жизни бездомных, который получил огромный общественный резонанс.
В 1968 году на экраны выходит первый полнометражный фильм Лоуча — «Бедная корова» с Теренсом Стампом в главной роли. Для этого кинодебюта характерно сочетание формальной изощрённости в духе французской «новой волны» с приземлённостью, которую кинокритики прозвали «реализмом кухонной раковины». Представителем этого направления, наряду с Майком Ли, Кен Лоуч оставался на протяжении всего своего творческого пути. Он всегда избегал пересечений с Голливудом, следуя традиции социального реализма, привитой британскому кино Джоном Шлезингером.
Пиком раннего творчества Лоуча был фильм «Кес» (1969), который Британский институт кино отнёс по итогам XX века к лучшим свершениям национального кинематографа. После долгих лет относительного забвения Лоуч вновь привлёк к себе внимание картиной «За завесой секретности» (1990), удостоенной приза жюри Каннского кинофестиваля. Её тема — ирландский сепаратизм. 
Работа «Рифф-Рафф» («Отбросы общества») была признана лучшим европейским фильмом 1991 года по версии Европейской киноакадемии. Фильм «Божья коровка, улети на небо», вышедший на экраны в 1994 году, получил два приза Берлинского кинофестиваля. А картина «Земля и свобода» (1995), повествующая об испанской гражданской войне и социальной революции, стала второй работой Лоуча, удостоенной звания «Лучший европейский фильм года» от Европейской киноакадемии.
В 2003 году Кен Лоуч был удостоен художественной премии императора Японии. Историческая лента «Ветер, который качает вереск» о войне за независимость Ирландии в 2006 году принесла ему первую «Золотую пальмовую ветвь» в Каннах. Чёрная комедия Лоуча «Доля ангелов» (2012) принесла ему приз жюри 65-го Каннского кинофестиваля. Лауреат кинопремии «Люмьер» «за заметный вклад в развитие мирового кино», 2012 год.

## Политическая деятельность
На протяжении своей жизни Кен Лоуч оставался на левом фланге социалистического движения, что находило отображение в его творчестве и общественной деятельности. В 1960—1970-х принадлежал или был связан с рядом троцкистских организаций, включая Социалистическую трудовую лигу (впоследствии Рабочая революционная партия), «Международных социалистов» (впоследствии Социалистическая рабочая партия) и Международную марксистскую группу (секцию Воссоединённого Четвёртого интернационала). Как и большинство британских троцкистов того времени, следовал тактике энтризма, предписывающей работать внутри ведущих реформистских партий рабочего класса.
Член Лейбористской партии Великобритании с начала 1960-х, Лоуч всё ещё оставался в ней в 1980-х из-за «присутствия в её рядах радикальных элементов, критически настроенных к руководству», но покинул её в середине 1990-х, найдя партию капитулировавшей перед экономическим неолиберализмом. В ноябре 2004 он был избран в национальный совет радикальной левой коалиции Respect. От этой партии он баллотировался на выборах в Европейский парламент. На выборах в Лондонскую ассамблею в 2012 году поддерживал Профсоюзную и социалистическую коалицию (Trade Unionist and Socialist Coalition).
В XXI веке Лоуч поддерживает нынешнюю секцию Четвёртого интернационала — организацию «Социалистическое Сопротивление» (англ. Socialist Resistance). В марте 2013 года вместе с Кейт Хадсон и Жильбером Ашкаром запустил кампанию за создание новой левой антикапиталистической партии в Великобритании, которая и была образована в ноябре того же года под названием «Левое единство» (Left Unity). Накануне парламентских выборов 2015 года Кен Лоуч проводил пресс-конференцию этой партии с презентацией её избирательного манифеста.
Кен Лоуч вернулся в Лейбористскую партию, которую в 2015 году возглавил представитель её левого крыла Джереми Корбин, за чьё избрание режиссёр ратовал на внутрипартийных выборах. В 2016 году, к очередному голосованию за лидера партии, он выпустил документальный фильм In Conversation with Jeremy Corbyn. Активно участвовал в кампаниях лейбористов на парламентских выборах 2017 и 2019 годов. В декабре 2019 года вместе с 42 другими деятелями культуры подписал письмо в поддержку Лейбористской партии под руководством Корбина.
Кроме того, он является сторонником «Палестинской кампании за академический и культурный бойкот Израиля» (англ. Palestinian Campaign for the Academic and Cultural Boycott of Israel; PACBI), поддерживаемой многими интеллектуалами в палестинском гражданском обществе, включая писателей, кинопроизводителей, студентов, членов профсоюзов и групп защиты прав человека. PACBI, в свою очередь, является частью более широкого глобального международного движения «Бойкот, изоляция и санкции» (англ. Boycott, Divestment and Sanctions), которое также выступает против действий Израиля.
В 2007 он был одним из ста с лишним художников и писателей, которые подписали открытое письмо, инициированное организациями «Queers Undermining Israeli Terrorism» и «South West Asian, North African Bay Area Queers», и в котором они призвали Frameline Film Festival, Международный ЛГБТ-кинофестиваль в Сан-Франциско, «прислушаться к призывам к экономическому и политическому бойкоту израильских политических и культурных учреждений, отказавшись от израильского субсидирования кинофестиваля и совместного с израильским консульством спонсирования каких-либо проектов». Он также присоединился к 54 представителям литературы и культуры из разных стран в подписании письма, которое гласило, что «празднование 60-летнего юбилея Израиля эквивалентно танцу на палестинских могилах под мелодию депортаций и многогранной несправедливости». Письмо было издано в «International Herald Tribune» 8 мая 2008.
Комментируя репортажи о росте антисемитизма с начала войны в секторе Газа, он назвал их отвлекающим манёвром и заявил: «Если и был рост антисемитизма, то я и не удивлён. Фактически, это совершенно понятно, потому что Израиль сам подпитывает антисемитизм». Он добавил, что «никто не может потворствовать насилию».
В мае 2009 года организаторы EIFF, Международного кинофестиваля в Эдинбурге, возвратили грант в размере 300£ израильскому посольству после разговора с Лоучем. Директор поддерживал бойкот фестиваля по просьбе PACBI.
В ответ прежний руководитель британского Канала 4 Джереми Исаакс описал вмешательство Лоуча как акт цензуры и сказал: «Они не должны разрешать кому-то, у кого нет никакого реального положения, никакой силы, вмешиваться в их программы». Позже представитель EIFF сказал, что, хотя фестиваль возвратил 300-фунтовый грант посольству Израиля, организаторы намерены финансировать приезд в Эдинбург израильского режиссёра Тали Шалом-Эзер из фестивального бюджета. В открытом письме Шэлом Эзер Кен Лоуч написал: «С самого начала Израиль и его сторонники представляли своих критиков как антисемитов или расистов. Это — тактика, чтобы подорвать рациональные дебаты. Хочу быть совершенно понятным: как кинопроизводитель Вы получите тёплый приём в Эдинбурге. Вы не будете подвергнуты цензуре или отвергнуты. Это было противодействие тому, что фестиваль брал деньги у Израильского государства».
В июне 2009 Лоуч, Пол Лэверти (автор сценария) и Ребекка О’Брайен (производитель) отказались показать их фильм «В поисках Эрика» (Looking For Eric) на Мельбурнском международном кинофестивале, потому что спонсором фестиваля было израильское правительство. Руководитель фестиваля, Ричард Мур, сравнил тактику Лоуча с шантажом, заявив, что «мы не будем участвовать в бойкоте против государства Израиля, так же как не собираемся бойкотировать фильмы из Китая или других наций, вовлечённых в трудные давнишние исторические споры». Австралийский законодатель Майкл Дэнби, последовательный защитник политики Израиля, также раскритиковал Лоуча, заявив, что «у израильтян и австралийцев всегда было много общего, включая презрение к раздражающим британским претензиям на культурное превосходство. Мельбурн — совсем другое место, нежели Лондонистан».
Лоуч, Лэверти и О’Брайен впоследствии написали: «Мы чувствуем обязанность принимать совет от тех людей, которые живут на оккупированных территориях. Мы также просим других кинопроизводителей и актёров, приглашённых на фестивали, проверять, не является ли Израильское государство их спонсором, и если так, объявить бойкот; наша цель — не израильские кинопроизводители, а государство. В большом масштабе — это крошечный вклад, но это растущее движение, и пример Южной Африки должен придать нам мужества».
Лоуч также подписал открытое письмо, опубликованное в британской газете «Гардиан» 23 февраля 2009 года, в т. н. «Всемирный день Чечни», в котором резко критиковалось текущее положение дел в этой республике и содержался призыв к президенту России Дмитрию Медведеву способствовать «подлинному политическому урегулированию» там, достижимому только через проведение «свободных и честных выборов».
Лоуч — патрон нескольких благотворительных учреждений, включая «Doorway», организации для бездомных в его родном городе Нанитон, и «Drugs and Homeless Initiative» (DHI) в городе Бат.
Вместе с Джоном Пилджером и Джемаймой Голдсмит Кен Лоуч был среди тех шести человек в суде, которые предложили подписать поручительство для Джулиана Ассанжа, когда тот был арестован в Лондоне 7 декабря 2010.

## Фильмография

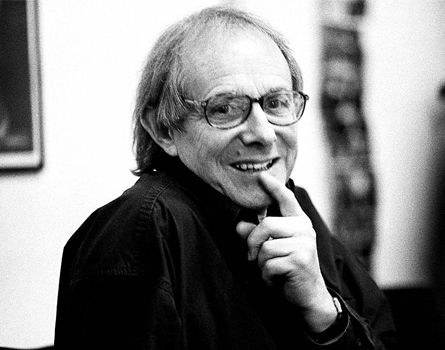
Кен Лоуч

- «Земляничная поляна»

### Кинофильмы
- 1967 — Бедная корова / Poor Cow
- 1969 — Кес / Kes
- 1971 — / The Save the Children Fund Film (короткометражный)
- 1971 — Семейная жизнь / Family Life
- 1979 — Чёрный Джек / Black Jack
- 1980 — Егерь / The Gamekeeper
- 1981 — Взгляды и улыбки / Looks and Smiles
- 1984 — Ты на чьей стороне? / Which Side Are You On?
- 1986 — Отечество / Fatherland
- 1990 — Тайный план (За завесой секретности) / Hidden Agenda
- 1991 — Рифф-Рафф / Riff-Raff
- 1993 — Град камней / Raining Stones
- 1994 — Божья коровка, улети на небо / Ladybird Ladybird
- 1995 — / A Contemporary Case for Common Ownership (короткометражный, документальный)
- 1995 — Земля и свобода / Land and Freedom
- 1996 — Песня Карлы / Carla’s Song
- 1997 — Мерцающее пламя / The Flickering Flame
- 1998 — Меня зовут Джо / My Name Is Joe
- 2000 — Хлеб и розы / Bread and Roses
- 2001 — Навигаторы / The Navigators
- 2002 — Милые шестнадцать лет / Sweet Sixteen
- 2002 — 11 сентября (эпизод «Великобритания») / 11’09"01 — September 11 (segment United Kingdom)
- 2004 — Прощальный поцелуй / Ae Fond Kiss…
- 2005 — Билет на поезд (эпизод) / Tickets (segment)
- 2006 — Ветер, который качает вереск / The Wind That Shakes the Barley
- 2007 — Это свободный мир / It’s a free world!
- 2007 — У каждого своё кино / Chacun son cinéma — эпизод «Хэппи-энд»
- 2009 — В поисках Эрика / Looking for Eric
- 2010 — Ирландский маршрут / Route Irish
- 2012 — Доля ангелов / The Angels' Share
- 2013 — Дух 45-го / The Spirit of '45
- 2014 — Зал Джимми / Jimmy’s Hall
- 2016 — Я, Дэниел Блейк / I, Daniel Blake
- 2019 — Извините, мы вас не застали / Sorry We Missed You
- 2023 — Паб «Старый дуб» / The Old Oak

## Режиссёрский почерк
По мнению кинокритика Андрея Плахова, «Формула Лоуча — суровый парадокументальный реализм с укрупнённой, почти телевизионной оптикой».